# AlphaTauri AT04
O AlphaTauri AT04 é um carro de Fórmula 1 construído pela Scuderia AlphaTauri para o Campeonato Mundial de Fórmula 1 de 2023. O carro foi pilotado por Nyck de Vries e Yuki Tsunoda até o Grande Prêmio da Grã-Bretanha de 2023, depois por Tsunoda e Daniel Ricciardo do Grande Prêmio da Hungria de 2023 em diante, com o piloto reserva da Red Bull e da AlphaTauri, Liam Lawson, também pilotando o carro do GP dos Países Baixos ao GP do Catar de 2023, enquanto Ricciardo se recuperava de uma fratura em um osso da mão, acontecida durante a segunda sessão de treinos livres do evento holandês.
O AT04 é o quarto e último chassi construído e projetado pela AlphaTauri e foi revelado em 11 de fevereiro de 2023 na cidade de Nova York. O carro também marcou o retorno da Honda como fornecedora de motores para a Red Bull Racing e AlphaTauri, com os motores de ambas as equipes identificados como Honda RBPT.